# Vulcanii Noroioși de la Pâclele Mari
Vulcanii Noroioși de la Pâclele Mari alcătuiesc o arie protejată de interes național ce corespunde categoriei a IV-a IUCN (rezervație naturală de tip geologic faunistic și floristic), situată în Muntenia, pe teritoriul județului Buzău.

## Localizare
Aria naturală se află în partea centrală a județului Buzău (la o altitudine de 322 m.), pe teritoriul administrativ al comunei Scorțoasa, în apropierea drumurilor județene DJ102F (care leagă satul Policiori de Pâclele) și DJ220A.

## Descriere
Rezervația naturală (cu o suprafață de 4 ha.) a fost declarată arie protejată prin Legea Nr.5 din 6 martie 2000, publicată în Monitorul Oficial al României, Nr.152 din 12 aprilie 2000, privind aprobarea Planului de amenajare a teritoriului național - Secțiunea a III-a - zone protejate.
Aceasta se află  și reprezintă o zonă de interes geologic (datorită celor două cratere de vulcani noroioși aflate pe platou), floristic (plante ce se dezvoltă în mediu sărat) și faunistic (mamifere, reptile și amfibieni). Rezervația este inclusă în situl de importanță comunitară Vulcanii noroioși de la Pâclele Mari și Pâclele Mici.

## Biodiversitate

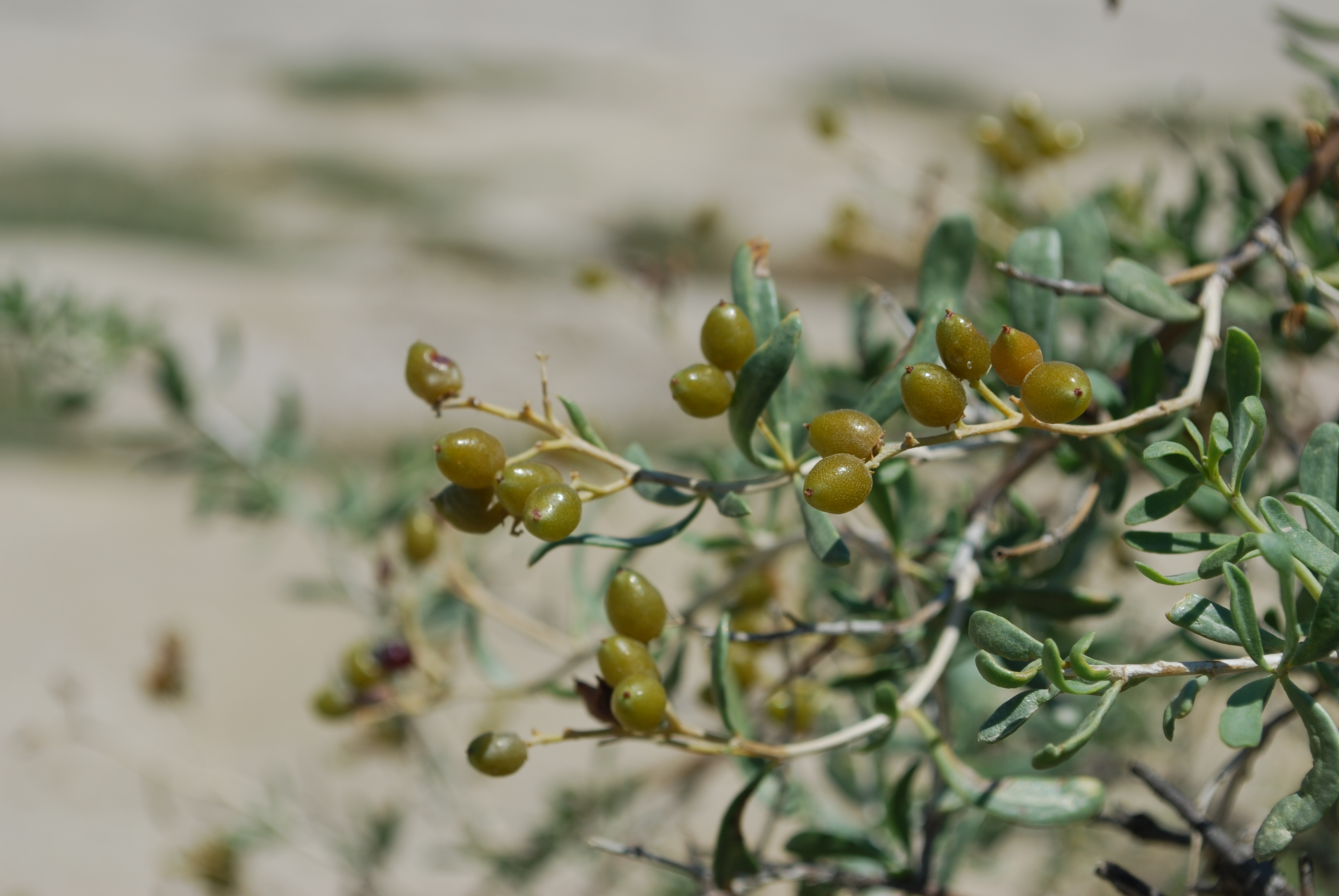
Gărdurăriță (Nitraria schoberi)

La baza desemnării rezervației se află câteva specii faunistice (mamifere, reptile și amfibieni) aflate pe lista roșie a IUCN și enumerate în anexa I-a a Directivei CE 92/43/CE din 21 mai 1992 (privind conservarea habitatelor naturale și a speciilor de faună și floră sălbatică). Aria naturală adăpostește un habitat natural de interes comunitar de tip: Pajiști și mlaștini sărăturate panonice și ponto-sarmatice.
Specii faunistice protejate semnalate în arealul rezervației naturale: popândăul european (Spermophilus citellus), țestoasa de baltă (Emys orbicularis), ivorașul cu burta galbenă (Bombina variegata), șopârla de pădure (Lacerta praticola) și Elaphe sauromates, o reptilă cunoscută sub denumirea populară de balaur mare. 
La nivelul ierburilor sunt întâlnite mai multe specii vegetale dintre care unele protejate prin aceeași Directivă a Consiliului European 92/43/CE din 21 mai 1992; astfel: târtan (Crambe tataria), stânjenelul sălbatic de stepă (Iris aphylla ssp. hungarica), pelin (Artemisia santonicum), lobodă sălbatică (Atriplex tatarica), cârcel (Ephedra distachya), orzul țiganului (Hordeum hystrix), limba șarpelui (Lepidium latifolium), sică (Limonium gmelinii), gărdurăriță (Nitraria schoberi), păpădie (Taraxacum bessarabicum), albăstrică (Aster tripolium), garofiță (Dianthus guttatus), limba mielului (Halimione verrucifera), stânjenelul de baltă (Iris sintenisii ssp. brandzae, specie endemică pentru acest areal), păducherniță (Lepidium ruderale), ghizdei (Lotus angustissimus), colilie (Obione verrucifera), iarbă de sărătură (Puccinellia distans ssp. limosa); precum și comunități vest-pontice cu Camphorosma annua și Bupleurum tenuissimum.

## Galerie de imagini

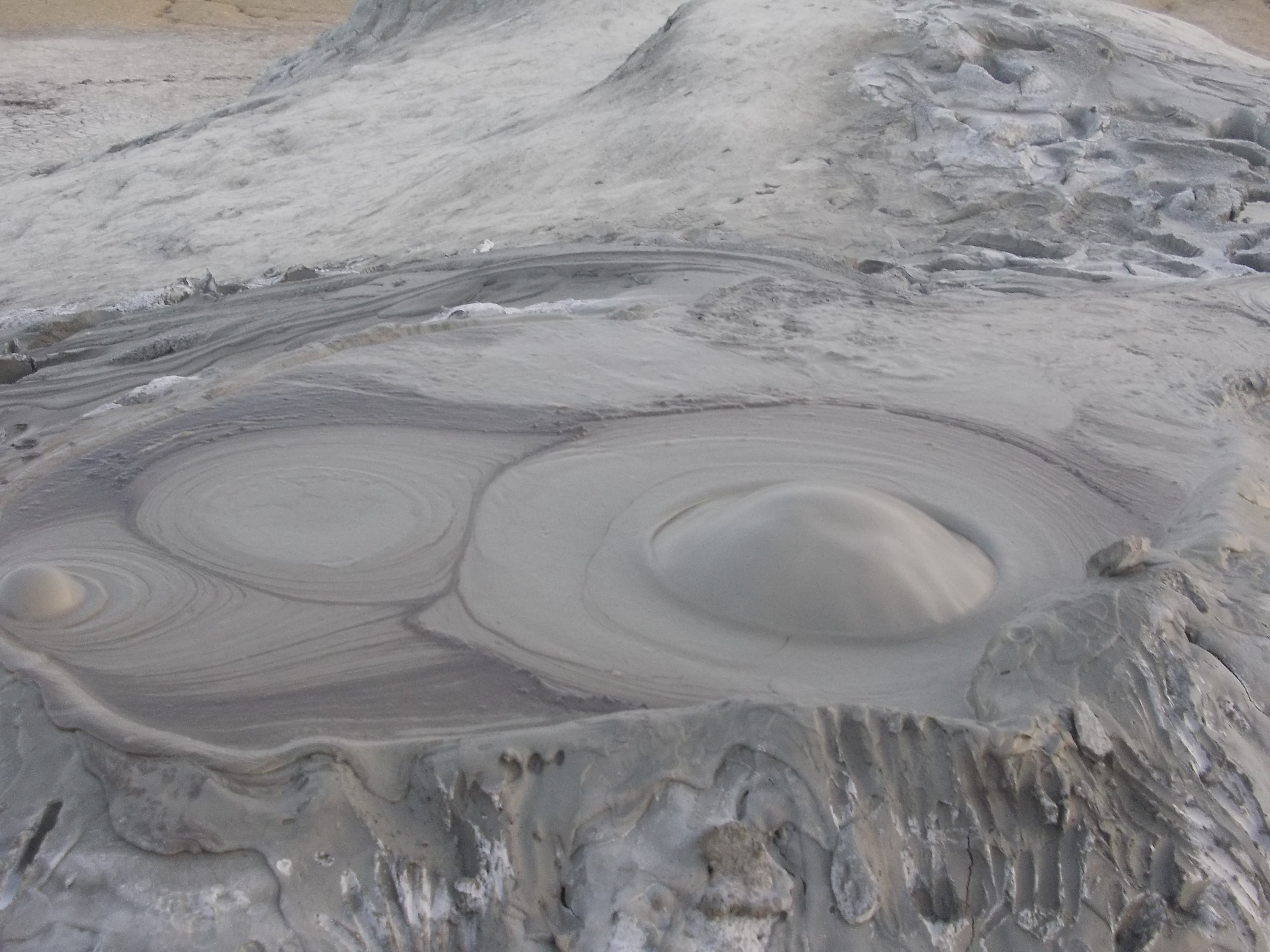
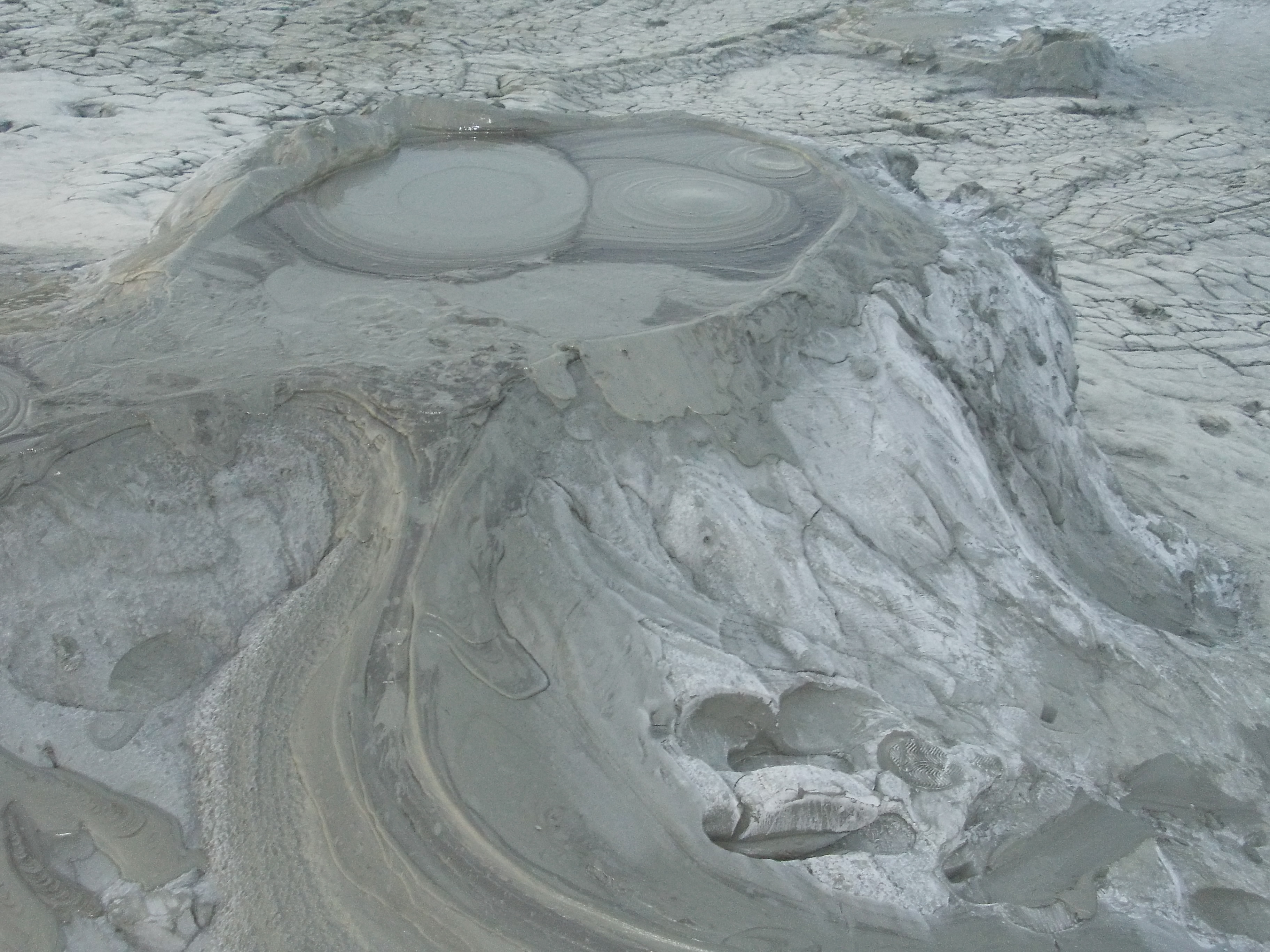
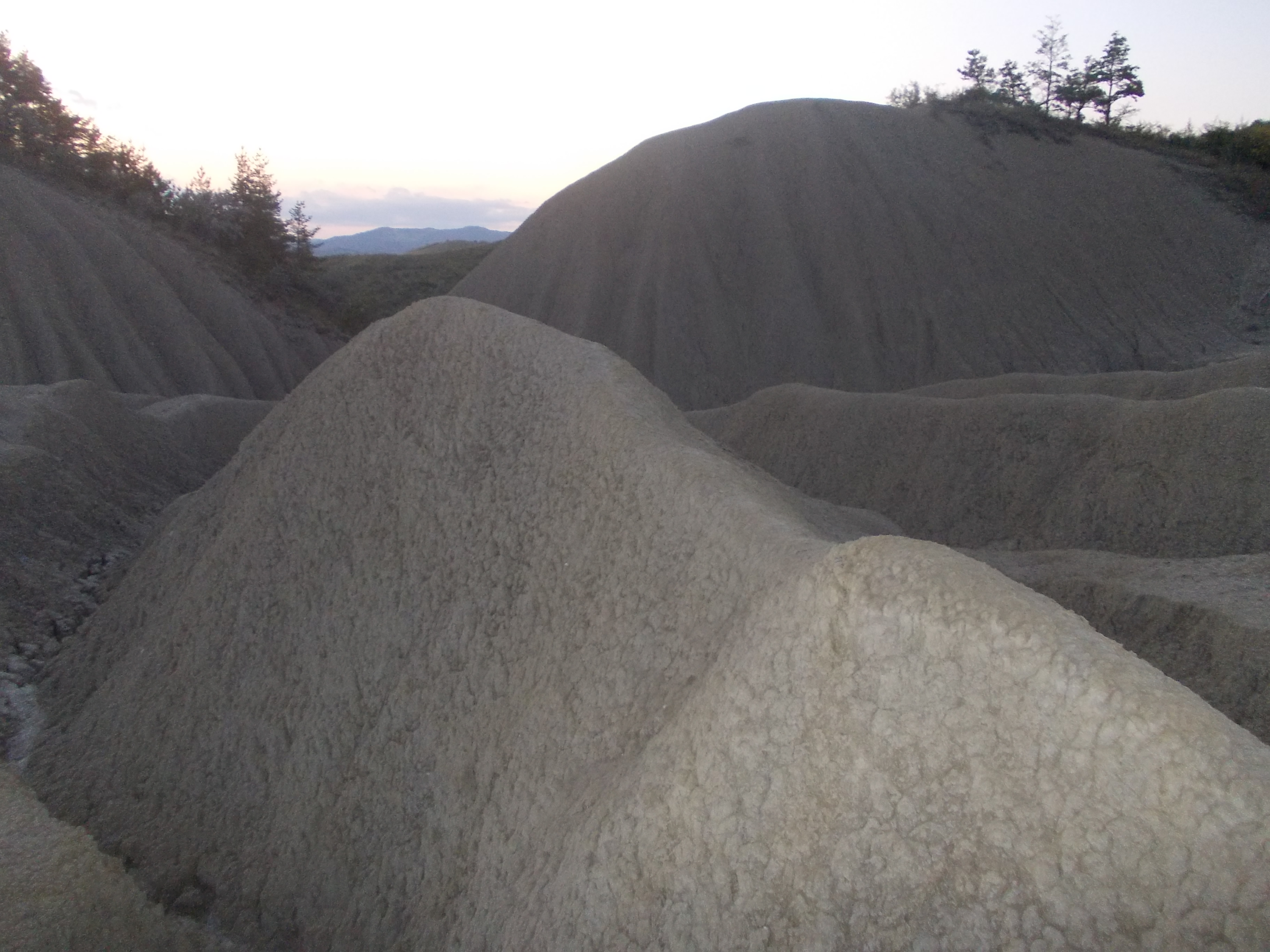
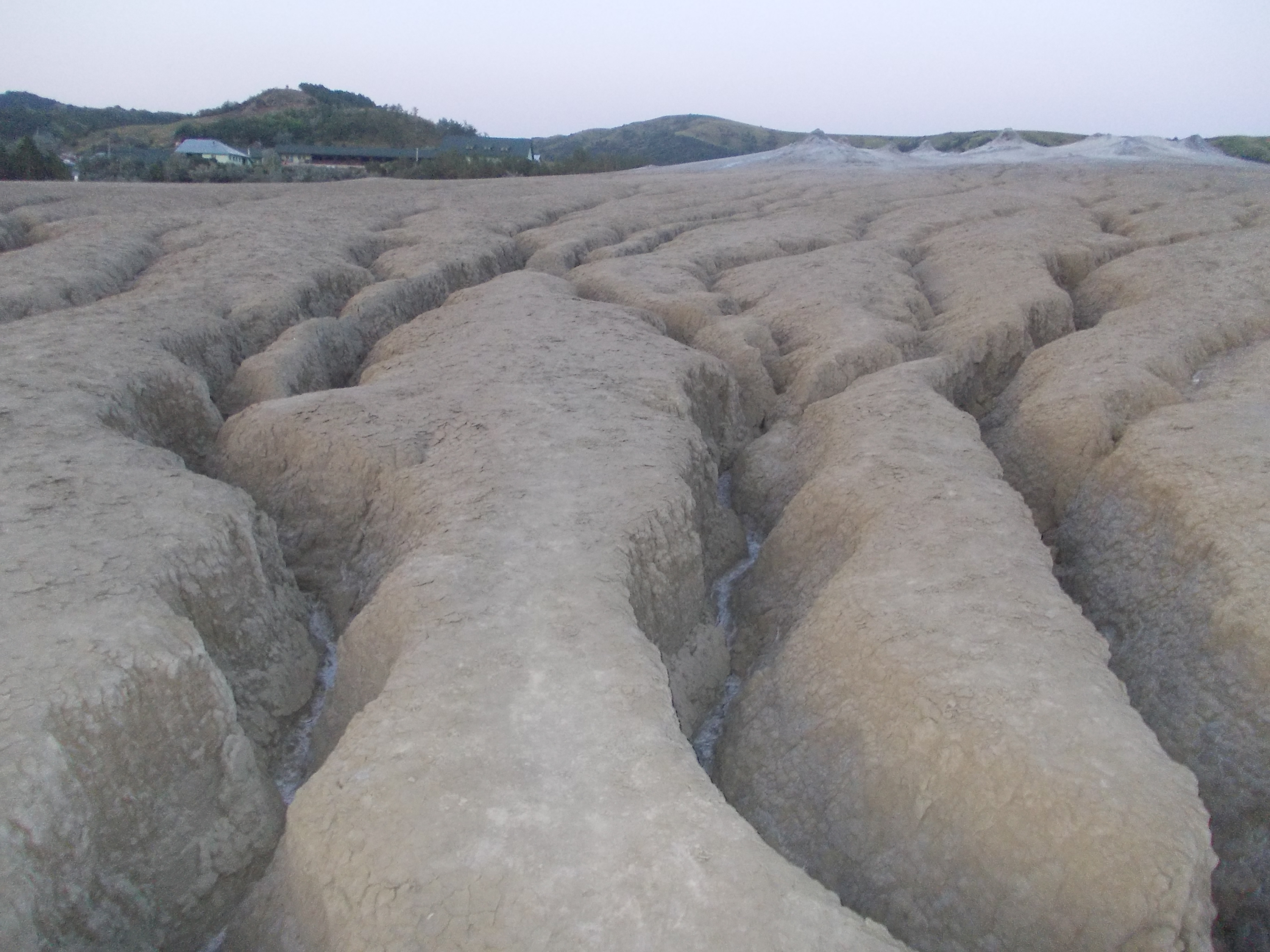
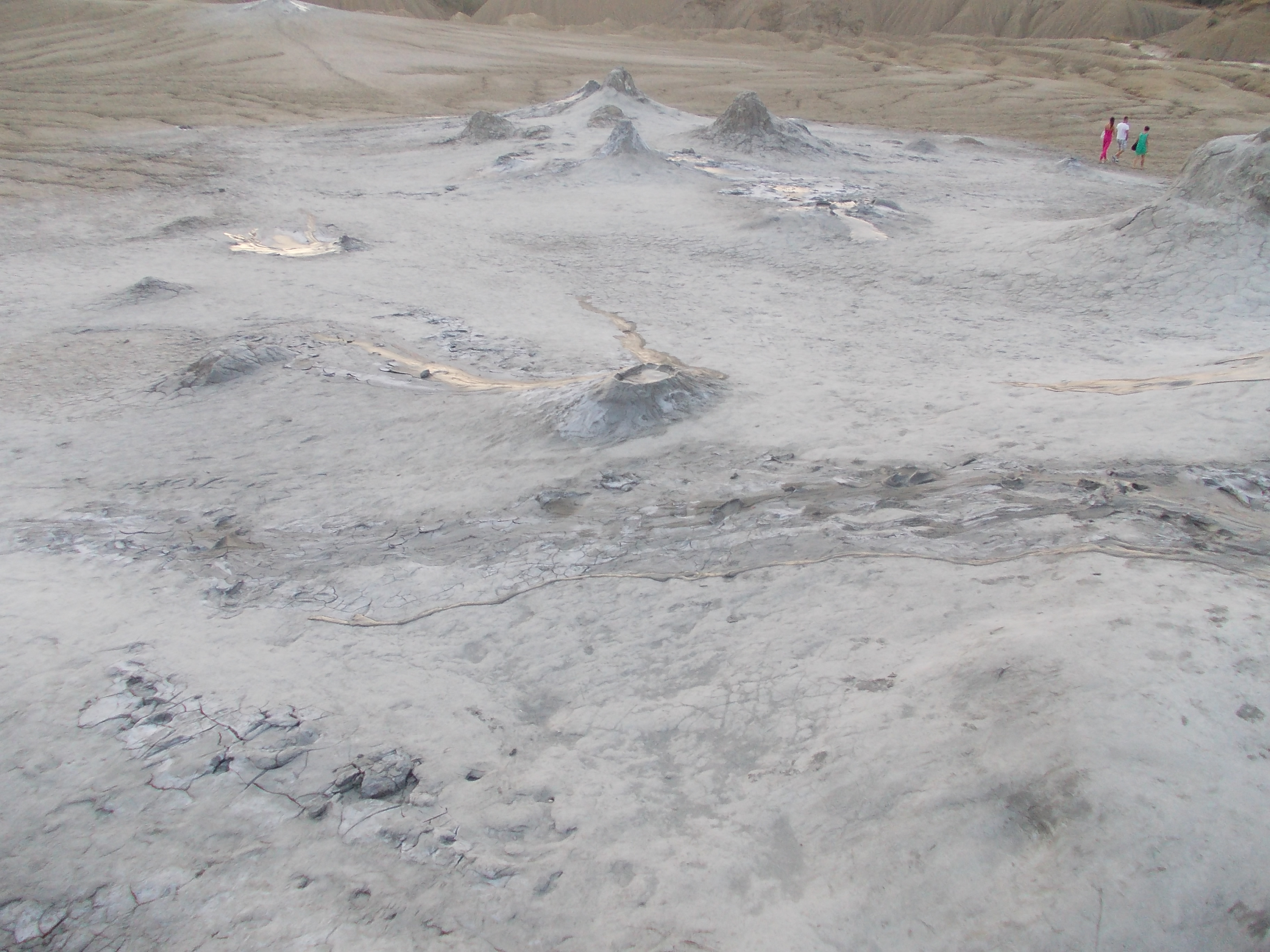